# Entoloma callirhodon
Entoloma callirhodon är en svampart som tillhör divisionen basidiesvampar, och som beskrevs av Anton Hausknecht och Machiel Evert ("Chiel") Noordeloos. Entoloma callirhodon ingår i släktet Entoloma, och familjen Entolomataceae. Arten har ej påträffats i Sverige.